# Isac Lundeström
Isac Lundeström (* 6. November 1999 in Gällivare) ist ein schwedischer Eishockeyspieler, der seit Juli 2025 bei den Columbus Blue Jackets in der National Hockey League (NHL) unter Vertrag steht und dort auf der Position des Centers spielt.

## Karriere
Isac Lundeström wurde in Gällivare geboren und durchlief in seiner Jugend die Nachwuchsabteilungen des Luleå HF. In der Spielzeit 2014/15 debütierte er bereits für die J20 des Vereins in der J20 SuperElit, der ranghöchsten Juniorenliga Schwedens. Dort etablierte sich der Center mit Beginn der Saison 2015/16 und bestritt darüber hinaus seine ersten vier Partien für die Profiabteilung von Luleå in der Svenska Hockeyligan (SHL). Ab dem Folgejahr 2016/17 stand er regelmäßig in der bedeutendsten schwedischen Liga auf dem Eis, bevor er seine Leistung dort zur Saison 2017/18 auf 15 Scorerpunkte aus 42 Partien steigerte.
Anschließend wurde Lundeström im NHL Entry Draft 2018 an 23. Position von den Anaheim Ducks ausgewählt, die ihn wenig später im August 2018 mit einem Einstiegsvertrag ausstatteten. Im Rahmen der folgenden Saisonvorbereitung erspielte sich der Schwede einen Platz im Aufgebot der Ducks und debütierte in der Folge Anfang Oktober 2018 in der National Hockey League (NHL). Ab November gleichen Jahres wurde er zudem in Anaheims Farmteam eingesetzt, den San Diego Gulls aus der American Hockey League (AHL). Nach der U20-Weltmeisterschaft wurde im Januar 2019 bekanntgegeben, dass Lundeström bis zum Saisonende auf Leihbasis zum Luleå HF zurückkehrt. Für die AHL-Playoffs im Mai 2019 stand er anschließend wieder im Kader der Gulls.
Auch die Spielzeit 2019/20 verbrachte er im Wechsel zwischen NHL und AHL, bevor er in der Off-Season in Herbst und Winter 2020 leihweise beim Timrå IK in der zweitklassigen Allsvenskan auflief. Mit Beginn der Saison 2020/21 etablierte er sich schließlich im NHL-Aufgebot der Ducks. Dort war er bis zum Saisonende 2024/25 aktiv, ehe sein auslaufender Kontrakt bei den Kaliforniern nicht verlängert wurde. Als sogenannter Free Agent schloss sich der Schwede im Juli 2025 per Zweijahresvertrag den Columbus Blue Jackets an.

### International
Erste internationale Erfahrungen sammelte Lundeström mit dem Gewinn der Bronzemedaille bei der World U-17 Hockey Challenge 2015. Anschließend erreichte er mit der U18-Auswahl Schwedens das Endspiel der U18-Weltmeisterschaft 2016, unterlag dort allerdings der finnischen Mannschaft, sodass das Team die Silbermedaille errang. Weitere Einsätze auf U18-Niveau folgten beim Ivan Hlinka Memorial Tournament 2016 sowie bei der U18-Weltmeisterschaft 2017, wobei die Medaillenränge jeweils verpasst wurden. Für die U20-Nationalmannschaft seines Heimatlandes debütierte der Angreifer schließlich im Rahmen der U20-Weltmeisterschaft 2018, an deren Ende durch die Finalniederlage gegen Kanada eine weitere Silbermedaille zu Buche stand. Ein Jahr später nahm er an der U20-Weltmeisterschaft 2019 teil.
Darüber hinaus gab Lundeström Im Verlauf der Euro Hockey Tour der Saison 2017/18 seinen Einstand für die A-Nationalmannschaft der Tre Kronor. Mit der Weltmeisterschaft 2021 bestritt er sein erstes größeres internationales Turnier. Drei Jahre später gewann er mit der Mannschaft bei der Weltmeisterschaft 2024 die Bronzemedaille. Diesen Erfolg wiederholte Lundeström im Jahr 2025.

## Erfolge und Auszeichnungen
| - 2015 Bronzemedaille bei der World U-17 Hockey Challenge - 2016 Silbermedaille bei der U18-Weltmeisterschaft - 2018 Silbermedaille bei der U20-Weltmeisterschaft | - 2024 Bronzemedaille bei der Weltmeisterschaft - 2025 Bronzemedaille bei der Weltmeisterschaft |

## Karrierestatistik
Stand: Ende der Saison 2024/25

### International
Vertrat Schweden bei:
| - World U-17 Hockey Challenge 2015 - U18-Weltmeisterschaft 2016 - Ivan Hlinka Memorial Tournament 2016 - U18-Weltmeisterschaft 2017 - U20-Weltmeisterschaft 2018 | - U20-Weltmeisterschaft 2019 - Weltmeisterschaft 2021 - Weltmeisterschaft 2024 - Weltmeisterschaft 2025 |

(Legende zur Spielerstatistik: Sp oder GP = absolvierte Spiele; T oder G = erzielte Tore; V oder A = erzielte Assists; Pkt oder Pts = erzielte Scorerpunkte; SM oder PIM = erhaltene Strafminuten; +/− = Plus/Minus-Bilanz; PP = erzielte Überzahltore; SH = erzielte Unterzahltore; GW = erzielte Siegtore; 1 Play-downs/Relegation; Kursiv: Statistik nicht vollständig)